# (35013) 1981 EL3
(35013) 1981 EL3 es un asteroide perteneciente al cinturón de asteroides, descubierto el 2 de marzo de 1981 por Schelte John Bus desde el Observatorio de Siding Spring, Nueva Gales del Sur, Australia.

## Designación y nombre
Designado provisionalmente como 1981 EL3.

## Características orbitales
1981 EL3 está situado a una distancia media del Sol de 2,743 ua, pudiendo alejarse hasta 2,979 ua y acercarse hasta 2,507 ua. Su excentricidad es 0,085 y la inclinación orbital 8,046 grados. Emplea 1659,57 días en completar una órbita alrededor del Sol.

## Características físicas
La magnitud absoluta de 1981 EL3 es 15,5. 